# Vlag van Geeren-Noord

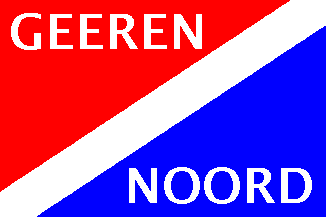
Dorpsvlag van Geeren-Noord

De vlag van Geeren-Noord werd op 29 april 2006 door het Nederlandse dorp Geeren-Noord in gebruik genomen. De dorpsvlag is ontworpen door Liridona Selimi. De vlag bestaat uit drie schuine balken van kleuren rood-wit-blauw. Op een rood vlak staat geeren in witte hoofdletters, en op een blauw vlak staat noord in witte hoofdletters.
Acht
· Alphen
· Bavel
· Berghem
· Berlicum
· Biest-Houtakker
· Borkel en Schaft
· Chaam
· Cromvoirt
· Cuijk
· Den Dungen
· Dinteloord
· Effen
· Esch
· Galder
· Geeren-Noord
· Gemonde
· Haagse Beemden
· Haaren
· Halsteren
· Helvoirt
· Herpen
· Heusden
· Langenboom
· Leur
· Megen, Haren en Macharen
· Moergestel
· Nieuw-Vossemeer
· Nuland
· Olland
· Orthen
· Princenhage
· Ravenstein
· Rosmalen
· Sint-Michielsgestel
· Sprang
· Steenbergen
· Strijbeek
· Teteringen
· Ulvenhout
· Udenhout
· Velp
· Vierlingsbeek
· Waspik
· Wintelre